# Lingüística comparativa
La lingüística comparativa o lingüística histórica comparada (anteriormente "filología comparada") es una rama y técnica utilizada en la lingüística histórica que se ocupa de comparar lenguas para establecer su relación histórica.
La relación genética implica un origen común o protolengua y la lingüística comparativa tiene como objetivo construir familias lingüísticas, reconstruir protolenguajes y especificar los cambios que han dado lugar a las lenguas documentadas. Para mantener una clara distinción entre las formas atestiguadas y reconstruidas, los lingüistas comparativos anteponen un asterisco a cualquier forma que no se encuentre en los textos supervivientes. Se han desarrollado varios métodos para llevar a cabo la clasificación de idiomas, que van desde la simple inspección hasta la prueba de hipótesis computarizada. Estos métodos han pasado por un largo proceso de desarrollo.

## Métodos
La técnica fundamental de la lingüística comparada consiste en comparar sistemas fonológicos, sistemas morfológicos, sintaxis y léxico de dos o más lenguas utilizando técnicas como el método comparativo. En principio, toda diferencia entre dos lenguajes relacionados debería ser explicable con un alto grado de plausibilidad; se espera que los cambios sistemáticos, por ejemplo en los sistemas fonológicos o morfológicos, sean muy regulares (consistentes). En la práctica, la comparación puede ser más restringida, por ejemplo, solo al léxico. En algunos métodos puede ser posible reconstruir una proto-lengua anterior. Aunque los protolenguajes reconstruidos por el método comparativo son hipotéticos, una reconstrucción puede tener poder predictivo. El ejemplo más notable de esto es la propuesta de Ferdinand de Saussure de que el sistema de consonantes indoeuropeo contenía laríngeos, un tipo de consonante no atestiguado en ninguna lengua indoeuropea conocida en aquel momento. La hipótesis se justificó con el descubrimiento del hitita, que demostró tener exactamente las consonantes que Saussure había planteado en los entornos que había predicho.
Cuando las lenguas se derivan de un antepasado muy lejano y, por tanto, están más distantes, el método comparativo se vuelve menos factible. En particular, intentar relacionar dos protolenguajes reconstruidos mediante el método comparativo no ha producido generalmente resultados que hayan tenido una amplia aceptación. El método tampoco ha sido muy bueno para identificar inequívocamente subfamilias; así, diferentes eruditos han producido resultados contradictorios, por ejemplo, en indoeuropeo. Se han desarrollado varios métodos basados en el análisis estadístico del vocabulario para intentar superar esta limitación, como lexicoestadística y comparación masiva. El primero usa cognados léxicos como método comparativo, mientras que el segundo usa solo similitud léxica. La base teórica de tales métodos es que los elementos de vocabulario se pueden emparejar sin una reconstrucción detallada del lenguaje y que la comparación de suficientes elementos de vocabulario anulará las inexactitudes individuales; por lo tanto, pueden usarse para determinar la relación pero no para determinar el protolenguaje.

## Historia
El método más antiguo de este tipo fue el método comparativo, que se desarrolló durante muchos años y culminó en el siglo XIX. Este utiliza una larga lista de palabras y un estudio detallado. Sin embargo, ha sido criticado, por ejemplo, por ser subjetivo, informal y carente de capacidad de comprobación. El método comparativo utiliza información de dos o más idiomas y permite la reconstrucción del idioma ancestral. El método de reconstrucción interna utiliza un solo idioma, con comparación de variantes de palabras, para realizar la misma función. La reconstrucción interna es más resistente a la interferencia pero generalmente tiene una base limitada disponible de palabras utilizables y es capaz de reconstruir solo ciertos cambios (aquellos que han dejado huellas como variaciones morfofonológicas).
En el siglo XX se desarrolló un método alternativo, la lexicoestadística, que se asocia principalmente con Morris Swadesh pero se basa en trabajos anteriores. Utiliza una lista corta de palabras del vocabulario básico en los distintos idiomas para realizar comparaciones. Swadesh utilizó 100 (antes 200) elementos que se supone que son afines (sobre la base de la similitud fonética) en los idiomas que se comparan, aunque también se han utilizado otras listas. Las medidas de distancia se obtienen examinando pares de idiomas, pero estos métodos reducen la información. Una consecuencia de la lexicoestadística es la glotocronología, desarrollada inicialmente en la década de 1950, que propuso una fórmula matemática para establecer la fecha en que dos idiomas se separaron, basada en el porcentaje de un vocabulario básico de palabras culturalmente independientes. En su forma más simple, se asume una tasa de cambio constante, aunque las versiones posteriores permiten la variación pero aún no logran mucha fiabilidad. La glotocronología se ha enfrentado con un escepticismo creciente y rara vez se aplica en la actualidad. Las estimaciones de datación ahora se pueden generar mediante métodos computarizados que tienen menos restricciones, calculando tasas a partir de los datos. Sin embargo, no se ha demostrado que sea fiable ningún medio matemático para producir tiempos parciales de protolenguaje sobre la base de la retención léxica.
Otro método controvertido, desarrollado por Joseph Greenberg, es la comparación masiva. El método, que niega cualquier capacidad para fechar los desarrollos, tiene como objetivo simplemente mostrar qué idiomas están más y menos cerca unos de otros. Greenberg sugirió que el método es útil para la agrupación preliminar de idiomas que se sabe que están relacionados como un primer paso hacia un análisis comparativo más profundo. Sin embargo, dado que la comparación masiva evita el establecimiento de cambios regulares, la mayoría de los lingüistas históricos la rechaza rotundamente.
Recientemente, se han desarrollado métodos de prueba de hipótesis estadísticos computarizados que están relacionados tanto con el método comparativo como con la lexicoestadística. Los métodos basados en caracteres son similares a los primeros y los métodos basados en distancia son similares al último. Los caracteres utilizados pueden ser tanto morfológicos o gramaticales como léxicos. Desde mediados de la década de 1990, estos métodos filogenéticos más sofisticados basados en árboles y redes se han utilizado para investigar las relaciones entre idiomas y para determinar fechas aproximadas para proto-lenguajes. Muchos consideran que estos son prometedores, pero los tradicionalistas no los aceptan del todo. Sin embargo, no están destinados a reemplazar los métodos más antiguos, sino a complementarlos. Estos métodos estadísticos no pueden utilizarse para derivar las características de un protolenguaje, aparte del hecho de la existencia de elementos compartidos del vocabulario comparado. Estos enfoques han sido cuestionados por sus problemas metodológicos, ya que sin una reconstrucción o al menos una lista detallada de correspondencias fonológicas no puede haber demostración de que dos palabras en diferentes idiomas sean afines.

## Campos relacionados
Hay otras ramas de la lingüística que implican la comparación de idiomas, pero que no forman parte de la lingüística comparada :
- La tipología lingüística compara las lenguas para clasificarlas por sus características. Su objetivo final es comprender los universales que gobiernan el lenguaje y la gama de tipos que se encuentran en los idiomas del mundo con respecto a cualquier característica particular (orden de las palabras o sistema de vocales, por ejemplo). La similitud tipológica no implica una relación histórica. Sin embargo, los argumentos tipológicos pueden usarse en lingüística comparada: una reconstrucción puede ser preferida a otra por ser tipológicamente más plausible.
- La lingüística de contacto examina los resultados lingüísticos del contacto entre los hablantes de diferentes idiomas, particularmente como se evidencia en las palabras prestadas . Un estudio empírico de los préstamos tiene, por definición, un enfoque histórico y, por lo tanto, forma parte del tema de la lingüística histórica. Uno de los objetivos de la etimología es establecer qué elementos del vocabulario de una lengua resultan del contacto lingüístico. Este también es un tema importante tanto para el método comparativo como para los métodos de comparación léxica, ya que la falta de reconocimiento de un préstamo puede distorsionar los resultados.
- La lingüística contrastiva compara idiomas generalmente con el objetivo de ayudar al aprendizaje de idiomas identificando diferencias importantes entre el idioma nativo y el idioma de destino del alumno. La lingüística contrastiva se ocupa únicamente de las lenguas actuales.

## Comparaciones pseudolingüísticas
La lingüística comparada incluye el estudio de las relaciones históricas de las lenguas utilizando el método comparativo para buscar correspondencias regulares (es decir, recurrentes) entre la fonología, la gramática y el vocabulario básico de las lenguas, y mediante pruebas de hipótesis; algunas personas con poca o ninguna especialización en el campo a veces intentan establecer asociaciones históricas entre lenguas notando similitudes entre ellas, de una manera que los especialistas consideran pseudocientífica (por ejemplo, comparaciones africanas / egipcias).
El método más común que se aplica en las comparaciones de idiomas pseudocientíficos es buscar en dos o más idiomas palabras que parezcan similares en su sonido y significado. Si bien las similitudes de este tipo a menudo parecen convincentes para los profanos, los científicos lingüísticos consideran que este tipo de comparación no es confiable por dos razones principales. En primer lugar, el método aplicado no está bien definido: el criterio de similitud es subjetivo y, por lo tanto, no está sujeto a verificación o falsificación, lo que es contrario a los principios del método científico. En segundo lugar, el gran tamaño del vocabulario de todos los idiomas y un inventario relativamente limitado de sonidos articulados utilizados por la mayoría de los idiomas hace que sea fácil encontrar palabras coincidentes similares entre idiomas.
A veces hay razones políticas o religiosas para asociar idiomas de formas que algunos lingüistas disputarían. Por ejemplo, se ha sugerido que el grupo lingüístico ural-altaico, que relaciona el sami y otros idiomas con el idioma mongol, se utilizó para justificar el racismo hacia los sami en particular. También hay fuertes similitudes, aunque de área y no genéticas, entre las lenguas urálica y altaica, que proporcionaron una base para esta teoría. En la década de 1930 en Turquía, algunos promovieron la teoría del lenguaje solar, según la cual las lenguas túrquicas estarían más cerca del idioma original de la humanidad. Algunos creyentes de las religiones abrahámicas intentan derivar sus idiomas nativos del hebreo clásico, como Herbert W. Armstrong, un defensor del israelismo británico, quien dijo que la palabra "británico" proviene del hebreo brit que significa "pacto" e ish que significa "hombre" supuestamente probando que el pueblo británico es el 'pueblo del pacto' de Dios. Y la arqueóloga lituana-estadounidense Marija Gimbutas argumentó a mediados del siglo XX que el vasco está claramente relacionado con el extinto picto y lenguas etruscas, en un intento de mostrar que el euskera era un vestigio de una "antigua cultura europea". En la Dissertatio de origine gentium Americanarum (1625), el abogado neerlandés Hugo Grotius "prueba" que los indios americanos (Mohawks) hablan un idioma (lingua Maquaasiorum) derivado de los idiomas escandinavos (Grotius estaba en la nómina de Suecia), apoyando las pretensiones coloniales suecas en América. El médico neerlandés Johannes Goropius Becanus, en su Origines Antverpiana (1580) admite Quis est enim qui non amet patrium sermonem ("¿Quién no ama el idioma de sus padres?"), mientras afirma que el hebreo se deriva del neerlandés. El francés Éloi Johanneau afirmó en 1818 (Mélanges d'origines étymologiques et de questions grammaticales) que la lengua celta es la más antigua y la madre de todas las demás.
En 1759, Joseph de Guignes teorizó (Mémoire dans lequel on prouve que les Chinois sont une colonie égyptienne) que los chinos y los egipcios estaban relacionados, siendo los primeros una colonia de los segundos. En 1885, Edward Tregear (El ario maorí) comparó los idiomas maorí y "ario". Jean Prat, en su Les langues nitales de 1941, afirmó que las lenguas bantú de África descienden del latín, acuñando el término lingüístico francés nitale al hacerlo. Pero también se dijo que la lengua bantú está relacionada con la antigua egipcia, según Mubabinge Bilolo. El antiguo egipcio está, según Cheikh Anta Diop, relacionado con el idioma wolof. Y, según Gilbert Ngom, el antiguo egipcio es similar al idioma Duala. Así como el egipcio está relacionado con el brabante, siguiendo a Becanus en su Hieroglyphica, todavía usando métodos comparativos.
Los primeros practicantes de la lingüística comparada no fueron aclamados universalmente: al leer el libro de Becanus, Scaliger escribió que nunca leyó más tonterías, y Leibniz acuñó el término goropismo (de Goropius) para designar una etimología ridícula y muy rebuscada.
También ha habido afirmaciones de que los humanos descienden de otros animales que no son primates, con el uso de la voz como el principal punto de comparación. Jean-Pierre Brisset (La Grande Nouvelle, alrededor de 1900) creía y afirmaba que los humanos descendían de la rana, por medios lingüísticos, debido al croar de las ranas que sonaba similar al idioma francés. Sostuvo que la palabra francesa logement ("vivienda"), derivaba de la palabra l'eau ("agua").